# امپراتور ژی هان
امپراتور ژی هان (۱۳۸ تا ۲۶ ژوئیه ۱۴۶) یکی از امپراتوران دودمان هان و دهمین امپراتور هان شرقی بود. او پسر لیو هونگ پسر لیو چونگ پسر لیو کانگ پسر لیو دا (امپراتور ژانگ) بود. او جانشین پسرعموی دورش، امپراتور چونگ هان پسر امپراتور شون شد. نام شخصی امپراتور ژی، لیو زوان بود. پس از امپراتور ژی، لیو ژی با نام امپراتور هوان هان بعنوان یازدهمین امپراتور دودمان هان شرقی تاجگذاری نمود. لیو ژی، نواده امپراتور ژانگ هان بود.